# ハインリヒ・フリードリヒ・フューガー
ハインリヒ・フリードリヒ・フューガー（Heinrich Friedrich Füger、1751年12月8日 - 1818年11月5日）はドイツの新古典主義の画家である。ウィーン美術アカデミーの校長を長く務めた。

## 略歴
ハイルブロンで生まれた。父親は牧師で後にハイルブロンの最高位聖職者 (Senior des Evangelischen Ministeriums zu Heilbronn) となる人物であった。1764年からルートヴィヒスブルクでヴュルテンベルク公国の宮廷画家のニコラ・ギバル（Nicolas Guibal: 1725年 - 1784年）から絵を学んだ。1769年からライプツィヒの美術学校で、エーザー (Adam Friedrich Oeser) に学んだ後、イタリアに修行に出て、ナポリに旅し、ナポリではカゼルタ宮殿の壁画を描いた。
1774年にウィーンに移った。イギリス大使のロバート・キースがパトロンとなり、キースを通じてウィーンの王族の支援が得られるようになった。ローマ留学の奨学金が与えられ、1776年秋にローマに移り、イタリアでは新古典主義の先駆者、アントン・ラファエル・メングス（1728年 - 1779年）に強い影響を受けた。1781年から1783年の間はナポリの王室のために働いた。
ウィーン美術アカデミーの改革を進めたオーストリア宰相、アントン・カウニッツによって1783年に美術アカデミーの副校長に任命された。1791年に有名な俳優の娘で女優のアンナ・ミューラー (Anna Josefa Hortensia Müller) と結婚した。1795年に美術アカデミーの校長となった。1806年からは美術史美術館 (Kunsthistorisches Museum) の館長、ベルヴェデーレ宮殿の宮廷主任も務めた。
オーストリアの王室からの強い庇護の中、多くの王族の肖像画を描き、また戦争で功績を挙げた軍人などはヒューガーに描かれることは名誉を得ることになった。美術アカデミーでは古典派の理想に沿った教育を行い、後年それに反発する「ナザレ派」などの学生グループの離反をまねくことになった。

## 作品

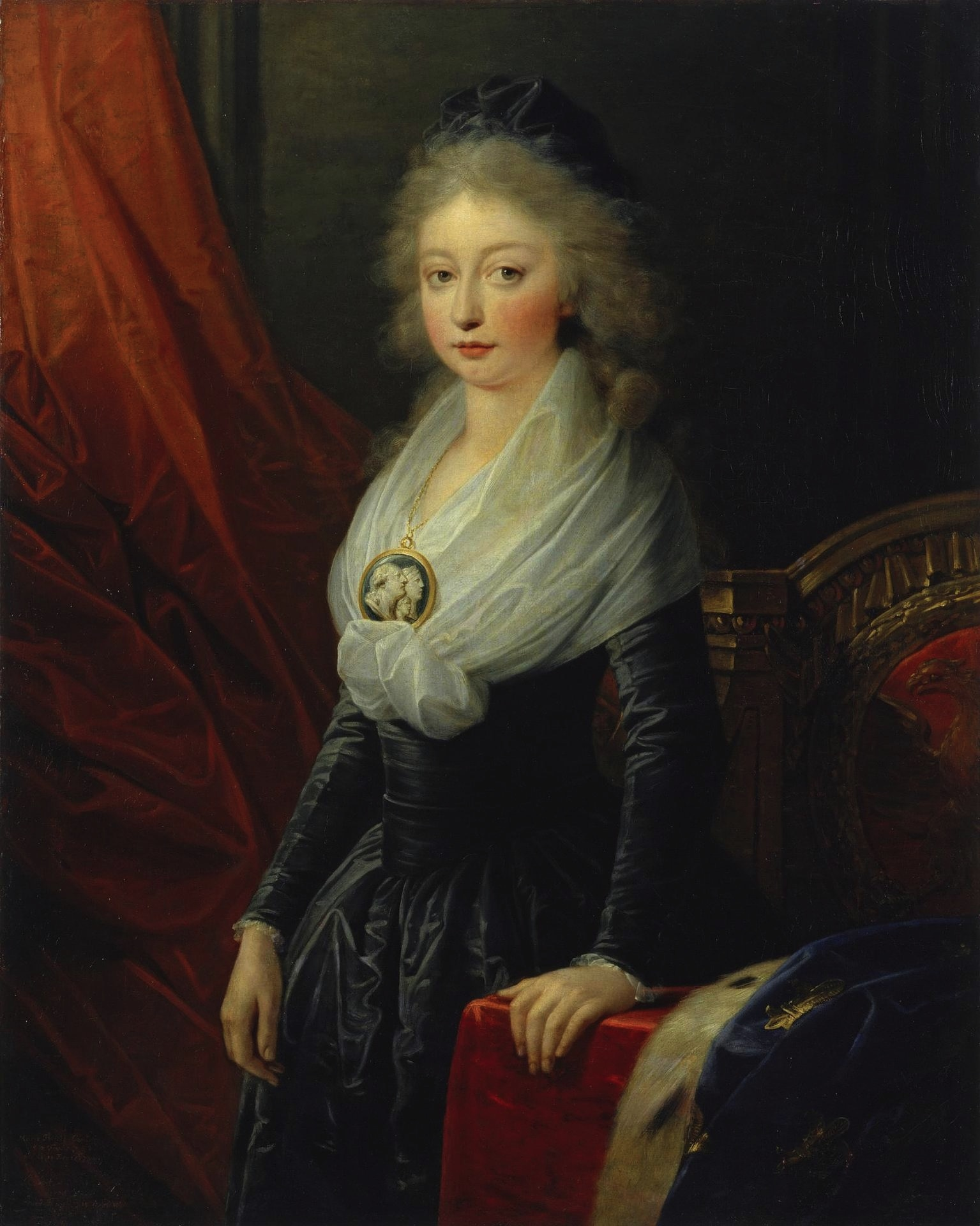
マリー・テレーズ・シャルロット・ド・フランス、エルミタージュ美術館
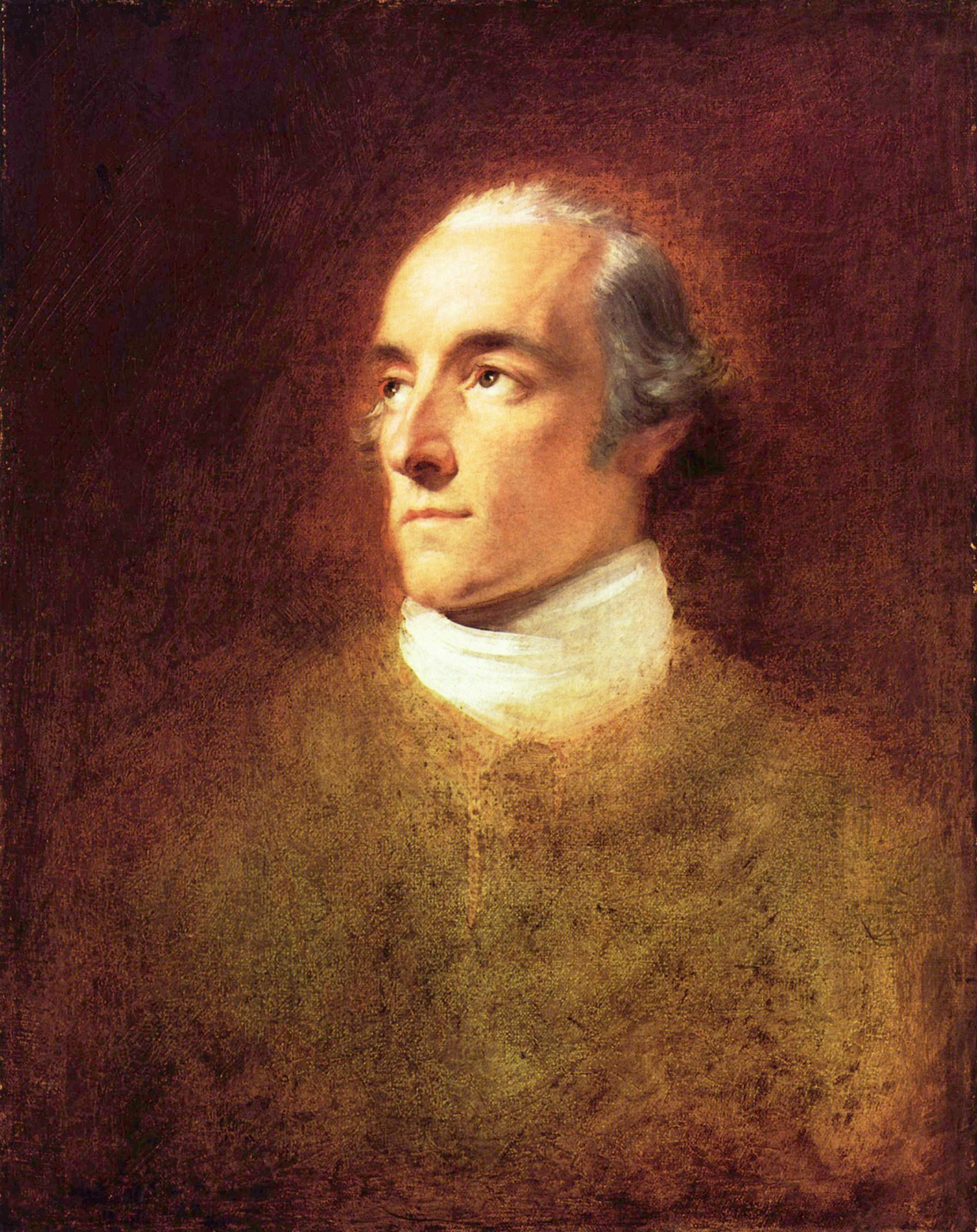
Franz Josef Graf Saurau-政治家、オーストリア・ギャラリー
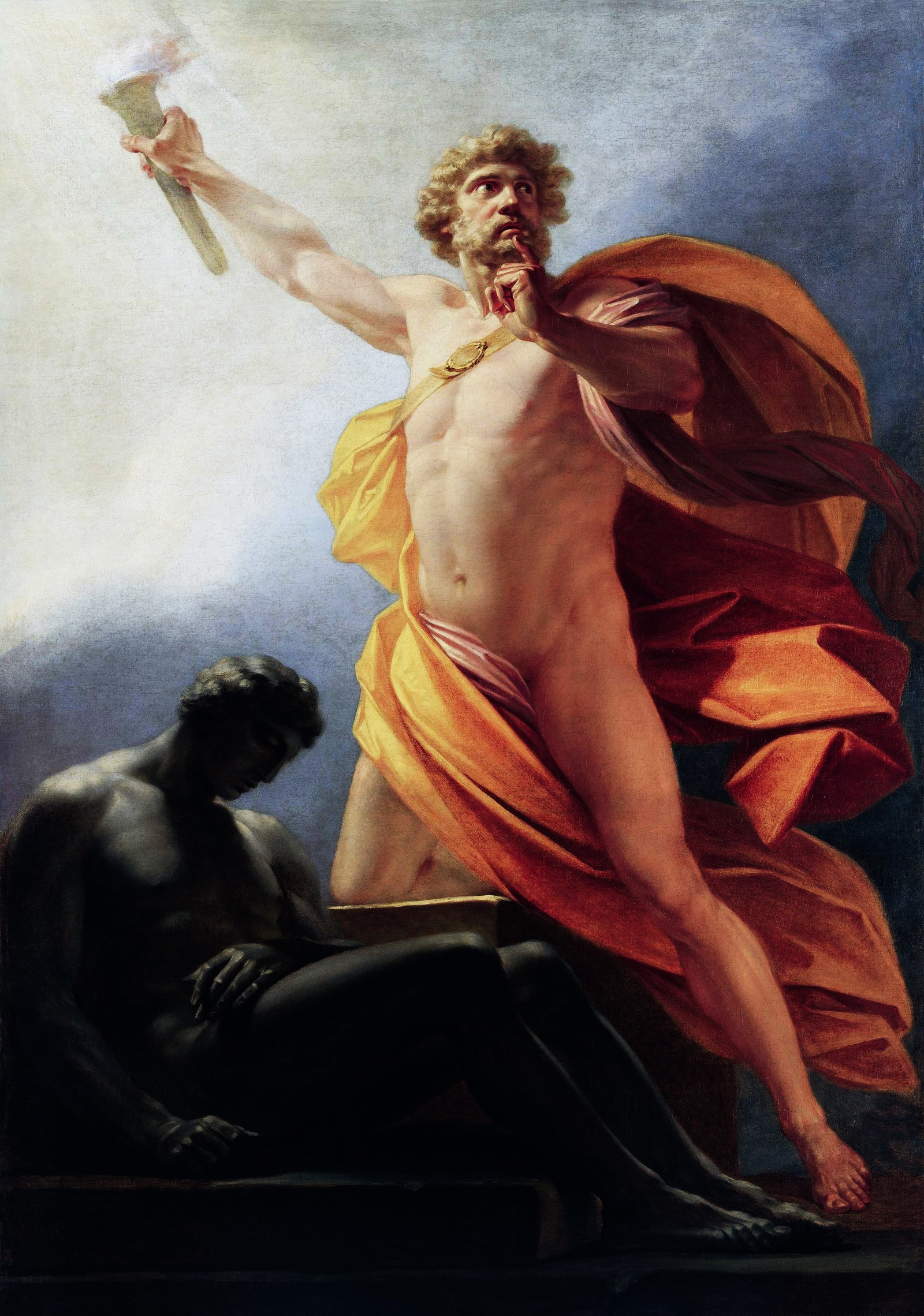
プロメーテウス、リヒテンシュタイン美術館
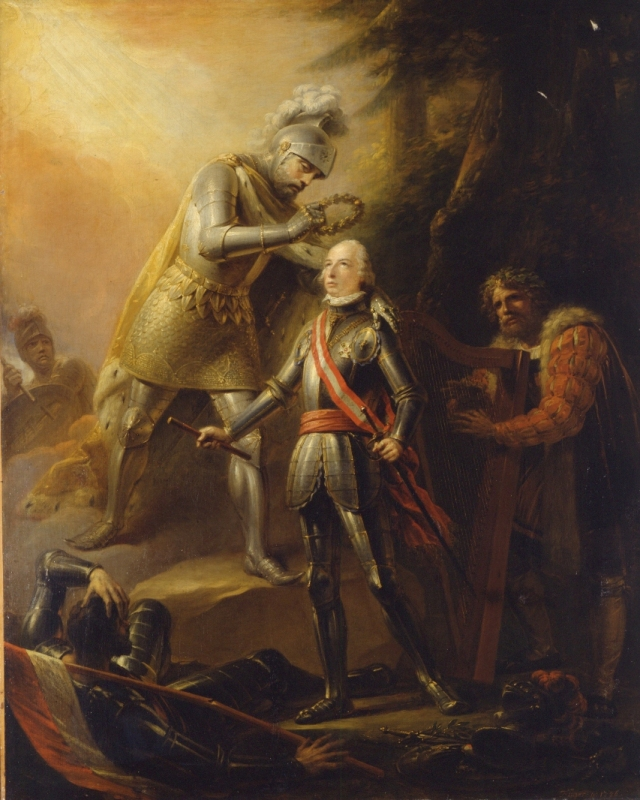
カール・フォン・エスターライヒ＝テシェン、ウィーン軍事史博物館

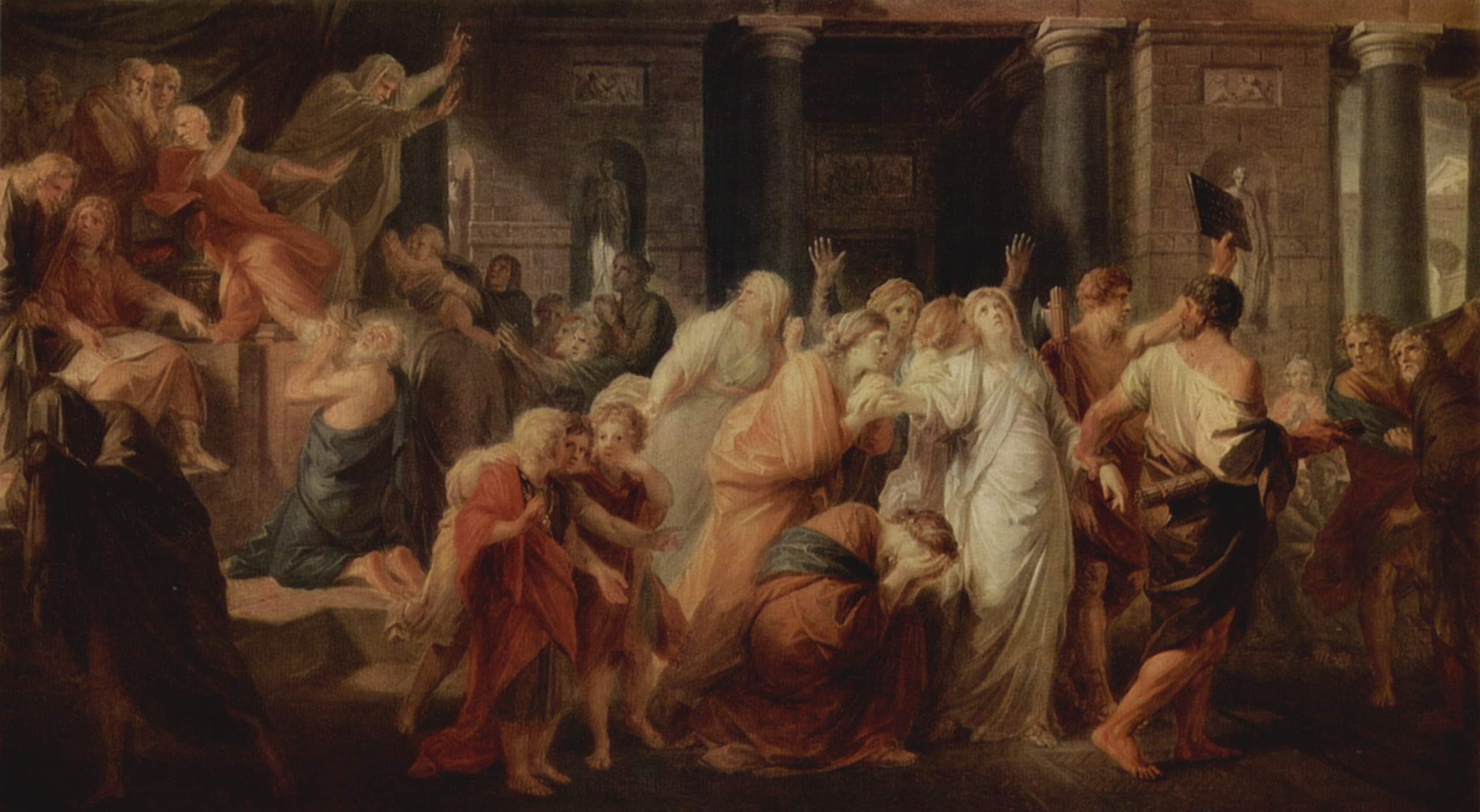
Hinrichtung einer Vestalin( ウェスタの乙女の処罰)、エルミタージュ美術館
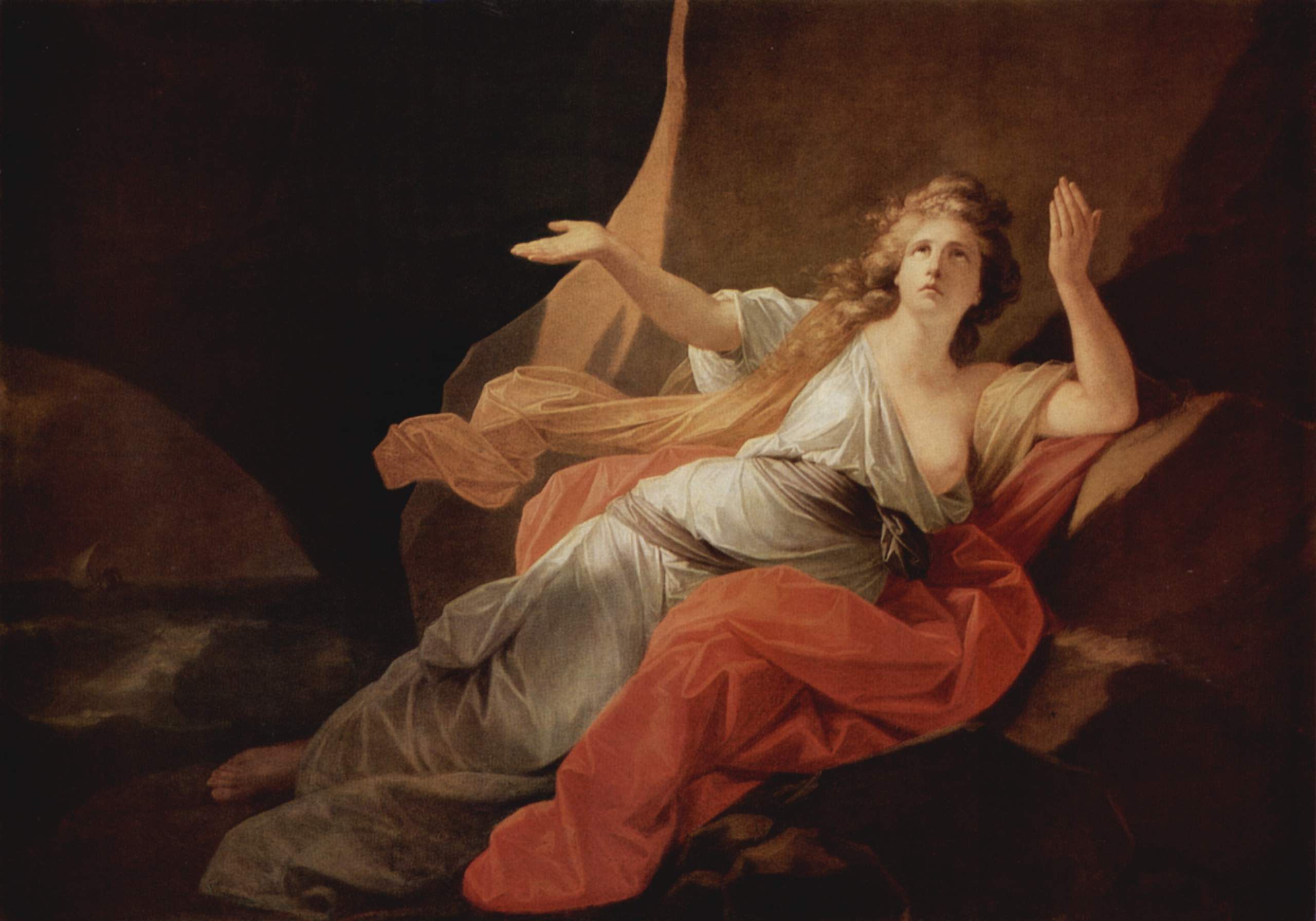
ディードーの死、エルミタージュ美術館